# Halecium tensum
Halecium tensum is een hydroïdpoliep uit de familie Haleciidae. De poliep komt uit het geslacht Halecium. Halecium tensum werd in 1943 voor het eerst wetenschappelijk beschreven door Charles McLean Fraser. 